# Johannes Dantine

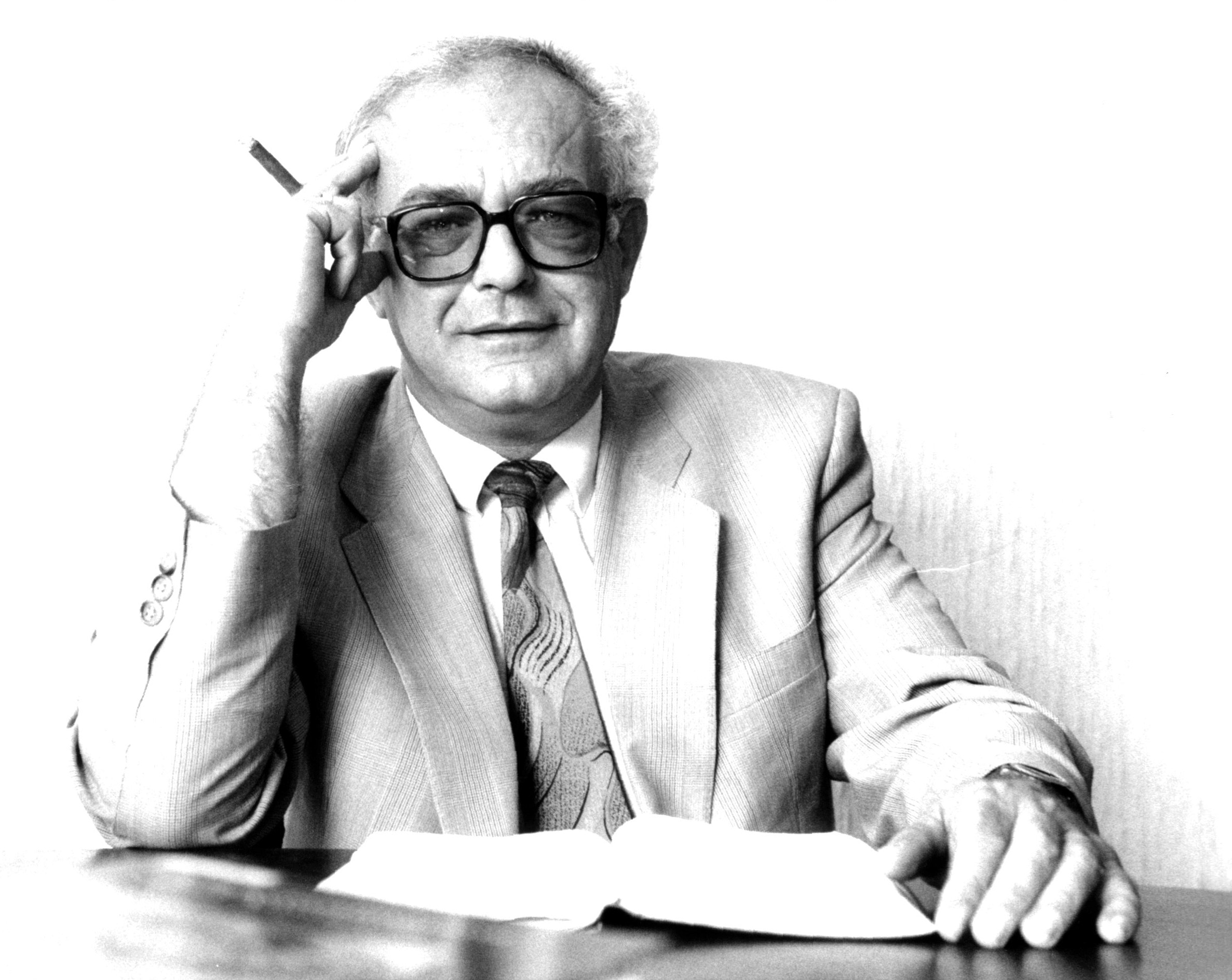
Johannes Dantine, 1998

Johannes Dantine (* 5. Juli 1938 im oberösterreichischen Wallern an der Trattnach; † 24. August 1999 in Wien) war ein österreichischer evangelisch-lutherischer Theologe und Geistlicher Oberkirchenrat der Evangelischen Kirche A. B. in Österreich.

## Leben
Dantines Vater Wilhelm war Professor für Systematische Theologie an der Evangelisch-theologischen Fakultät der Universität Wien. Auch seine Mutter Charlotte war evangelische Theologin und eine Vorkämpferin für die Gleichstellung der Frauen in der Evangelischen Kirche A. B. in Österreich. Nach der Matura studierte Johannes Dantine in Wien, Basel, Göttingen, Lausanne und Paris Evangelische Theologie. 1965 wurde er zum Doktor der Evangelischen Theologie promoviert. Seine kirchliche Arbeit begann 1964 als Lehrvikar in Spittal an der Drau, im Jahr darauf in Wien-Gumpendorf. Am 3. Juli 1966 wurde Dantine in der Gustav-Adolf-Kirche in Wien-Gumpendorf zum Pfarrer ordiniert. In dieser Gemeinde war er 25 Jahre als Pfarrer tätig. Außerdem war er an der Evangelisch-theologischen Fakultät als Universitätsdozent für Systematische Theologie tätig. Im Jahr 1990 wurde ihm der Titel „Außerordentlicher Universitätsprofessor“ verliehen, und er lehrte als Professor in Wien bis zu seinem Tod nach langer schwerer Krankheit.
Von 1982 bis 1990 war Dantine Vorsitzender der Evangelischen Akademie Wien. 1984 wurde er in die evangelisch-lutherische Synode und in die Generalsynode gewählt. In den folgenden Jahren wurde er Mitglied des Theologischen und des Rechts- und Verfassungsausschusses. 1988 übernahm er die Leitung des Theologischen Ausschusses. 1990 wurde Johannes Dantine zum Geistlichen Oberkirchenrat gewählt. In der Kirchenleitung war er für die Bereiche Wissenschaft, Bildung, Religionsunterricht, internationale Programme und Kooperationen sowie Ökumene zuständig. 1995 unterlag er in einer Stichwahl um die Nachfolge von Bischof Dieter Knall dem Kärntner Superintendenten Herwig Sturm, der bis Ende 2007 Bischof der Evangelischen Kirche A. B. in Österreich war. Bischof Sturm schrieb 1998 über seine Zusammenarbeit mit Dantine:

„Er ist in Theorie und Praxis ebenso zu Hause wie in der Ökumene und ein hilfreicher Gesprächspartner in politischen, wirtschaftlichen und ethischen Fragen. Es ist schön, mit ihm zusammenzuarbeiten, diesem engagierten und sensiblen Theologen und Zeitgenossen. Das heißt nicht, dass es immer einfach ist; aber es lohnt sich immer.“

Johannes Dantines 33-jährige Pfarrertätigkeit in der Evangelischen Kirche war zugleich auch ein Weg „von der Opposition in die Regierung“. Seine offizielle kirchliche Tätigkeit begann unter Bischof Oskar Sakrausky, der u. a. ein entschiedener Gegner des Antirassismus-Programms des Weltkirchenrates war, mit dem Gewalt ausübende Befreiungsbewegungen unterstützt wurden. Dantine unterstützte dieses Programm. Vater und Sohn Dantine waren theologische und politische Opponenten Sakrauskys. Johannes Dantine war Anfang der 1970er Jahre einer der Mitbegründer und Wortführer der „Salzburger Gruppe“, einer innerkirchlichen und gesellschaftspolitischen Reformgruppe in der Evangelischen Kirche – und er schaffte es gemeinsam mit Ulrich Trinks und anderen, die Evangelische Akademie Wien nach der Streichung aller Kirchenmittel am Leben zu erhalten. Auch als Teil der Kirchenleitung blieb Dantine (selbst)kritisch. In seinem „Testament“ schrieb er über sein Verhältnis zur Kirche: 

„Sie habe ich geliebt, mit aller Leidenschaft und allem Zorn, für sie habe ich manche Nachtstunde gearbeitet und mich schließlich auch zu Tode geraucht.“

Im Oktober 1998 erschien, herausgegeben von Michael Bünker und Thomas Krobath, als (einige Monate verspätete) Festschrift zum 60. Geburtstag von Johannes Dantine das Buch „Kirche - lernfähig für die Zukunft?“ (Tyrolia-Verlag, Innsbruck).
Johannes Dantine war auch mehrere Jahre Präsident der Gesellschaft Österreich-Vietnam, Beiratsmitglied der Anti-Apartheid-Bewegung in Österreich und Mitglied im „Koordinierungsausschuss für christlich-jüdische Zusammenarbeit“.
Dantine nahm u. a. an der V. Allchristlichen Friedensversammlung in Prag im Juni 1978 sowie an der 8. Vollversammlung des Ökumenischen Rates der Kirchen in Harare im Dezember 1998 teil.
Sein Sohn Olivier Dantine übt seit dem 1. September 2012 das Amt des Superintendenten der Diözese Salzburg-Tirol aus.

## Auszeichnungen
- 1998: Großes Goldenes Ehrenzeichen für Verdienste um die Republik Österreich[3]

## Werke
- Protestantische Mentalitäten. Deutsche Erstausgabe. Passagen-Verlag, Wien 1999.
- Kirche: lernfähig in die Zukunft? Tyrolia-Verlag, Innsbruck 1998.
- Evangelisch. 1. Auflage. Evangelischer Presseverband, Wien 1995.
- Konflikte leben. 1. Auflage. Evangelische Akademie, Wien 1992.
- Österreichs Beitrag zur Leuenberger Konkordie. Evangelischer Oberkirchenrat, Wien 1988.
- Prophetische Zeitgenossenschaft. Evangelische Akademie, Wien 1988.
- Zwanzig Jahre nach dem Konzil. Aktion Kritisches Christentum, Wien 1985.
- Robert Kissinger, Johannes Dantine, Ulrich Trinks: Bildungsexplosion. Evangelische Akademie, Wien 1984.
- Die Kirche vor der Frage nach ihrer Wahrheit. Vandenhoeck und Ruprecht, Göttingen 1980.
- Die Prädestinationslehre bei Calvin und Beza. Göttingen 1965.